# Воскресенка (Ульяновская область)
Воскресенка — деревня в составе Живайкинского сельского поселения Барышского района Ульяновской области. 

## География
Находится на расстоянии примерно 16 километров на юг по прямой от районного центра города Барыш. 

## История
В 1990-е годы работало отделение  СПК «Живайкино», в 1996 году еще числилось 5 жителей.

## Население
Население составляло 0 человек как в 2002 году, так и по переписи 2010 года.